# قدومه
قدومه (نام علمی: Alyssum) (در متون طب سنتی تودری) یکی از گیاهان است.
در فارسی تاجیکی به آن چشم بلبل می‌گویند.
قدومه در ایران از جمله در بلندی‌های بالای ۲۵۰۰ متر در استان کهگیلویه و بویراحمد و ارتفاعات شهرستان فریدونشهر می‌روید.
گیاهی است یک ساله به بلندی ۱۰–۵ سانتی‌متر، شاخه‌های آن از قسمت پایینی گیاه منشعب شده و انشعابات به صورت افراشته و بسیار شکننده هستند. برگ آن کشیده، قاشقی، دارای نوک کند و دندانه‌های کوتاه در نصفه بالایی برگ است. دمبرگ پوشیده از کرک‌ها و پرزهای ستاره‌ای شکل است. میوه خورجینک تخم مرغی پهنا نوکدار، بدون کرک دارای بال و کرکدار در حالت رسیدن قرمز رنگ پوشش میوه پهن و نامساوی است.
دانه‌ها بخش دارویی گیاه را تشکیل می‌دهند. دانه‌ها گرد، پهن و خاکستری هستند. دارای پوشش نازک لیزابی (موسیلاژی) هستند که در کناره‌های دانه به صورت بال کوتاه و سفیدرنگ مشهود است. در زمان رسیدن کامل میوه که پوسته آن به رنگ زرد دیده می‌شود جمع‌آوری می‌شود. اکثر دانه‌های این جنس حاوی ترکیبات گلوکز اینولاتی هستند. انتشار عمومی این‌گونه در کشورهای مصر، عربستان، فلسطین، ایران، پاکستان و عراق است. از قدومه عمدتاً به عنوان نرم‌کننده سینه، برطرف‌کننده سرفه و ملین استفاده می‌شود. در طب گذشته از قدومه به عنوان خلط‌آور و ضدالتهاب استفاده می‌کرده‌اند. دانه‌های قدومه حتماً می‌بایست با آب کافی مصرف شوند. در افراد مبتلا به انسداد روده نبایستی به کار رود. در ظروف در بسته و در محلی خشک و به دور از رطوبت باید نگهداری شود.
آنچه تحت نام قدومه در بازار دارویی ایران ارائه می‌شود عبارت است از: قدومه شیرازی و قدومه شهری. در مصرف مقادیر زیاد ممکن است به‌طور موقتی باعث نفخ و بزرگی شکم شود و حتی خطر انسداد روده هم وجود دارد.

## گونه‌ها
برخی از گونه‌ها
| - Alyssum alpestre - Alyssum alyssoides - Alyssum arenarium - Alyssum argenteum - Alyssum atlanticum - Alyssum baeticum - Alyssum bertolonii - Alyssum borzaeanum - Alyssum cadevallianum - Alyssum caliacrae - Alyssum calycocarpum - Alyssum canescens - Alyssum corsicum - Alyssum corymbosoides - Alyssum cuneifolium - Alyssum dasycarpum - Alyssum densistellatum - Alyssum desertorum - Alyssum diffusum - Alyssum doerfleri - Alyssum euboeum - Alyssum fallacinum - Alyssum fastigiatum - Alyssum fedtschenkoanum - Alyssum fischeranum - Alyssum foliosum - Alyssum fragillimum - Alyssum fulvescens - Alyssum granatense | - Alyssum gustavssonii - Alyssum handelii - Alyssum heldreichii - Alyssum heterotrichum - Alyssum hirsutum - Alyssum homalocarpum - Alyssum idaeum - Alyssum lanceolatum - Alyssum lapeyrousianum - Alyssum lassiticum - Alyssum lenense - Alyssum ligusticum - Alyssum linifolium - Alyssum longicaule - Alyssum longistylum - Alyssum macrocarpum - Alyssum marginatum - Alyssum markgrafii - Alyssum minus - Alyssum minutum - Alyssum moellendorfianum - Alyssum montanum - Alyssum murale - Alyssum nebrodense - Alyssum nevadense - Alyssum obovatum - Alyssum obtusifolium - Alyssum ovirense | - Alyssum pulvinare - Alyssum purpureum - Alyssum pyrenaicum - Alyssum repens - Alyssum reverchonii - Alyssum robertianum - Alyssum rostratum - Alyssum scardicum - Alyssum serpyllifolium - Alyssum sibiricum - Alyssum siculum - Alyssum simplex - Alyssum smolikanum - Alyssum smyrnaeum - Alyssum sphacioticum - Alyssum spinosum - Alyssum stapfii - Alyssum stribrnyi - Alyssum szowitsianum - Alyssum tavolarae - Alyssum taygeteum - Alyssum tenium - Alyssum tenuifolium - Alyssum tortuosum - Alyssum turkestanicum - Alyssum umbellatum - Alyssum wierzbickii - Alyssum wulfenianum |

## نگارخانه

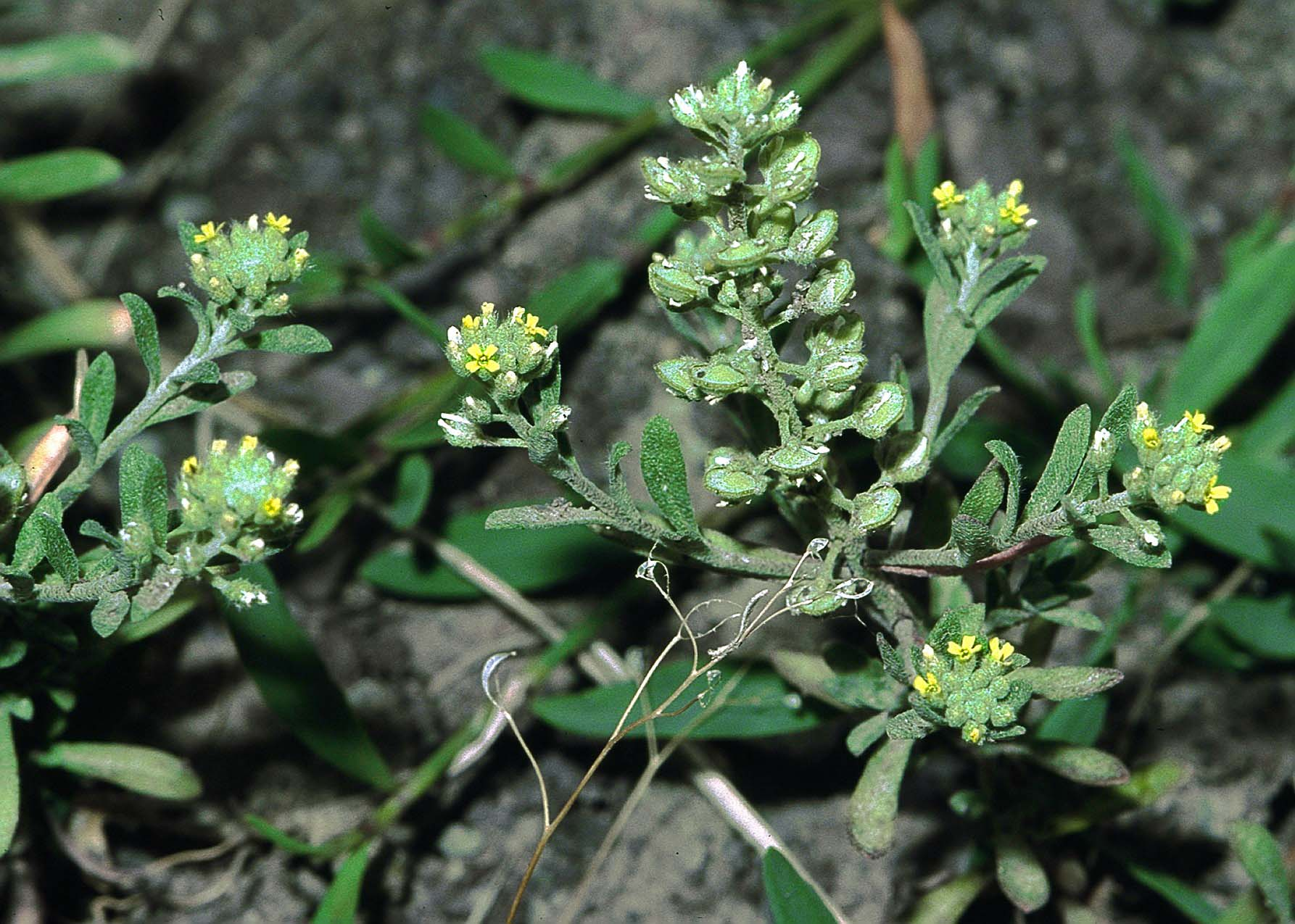
قدومه رنگ‌پریده
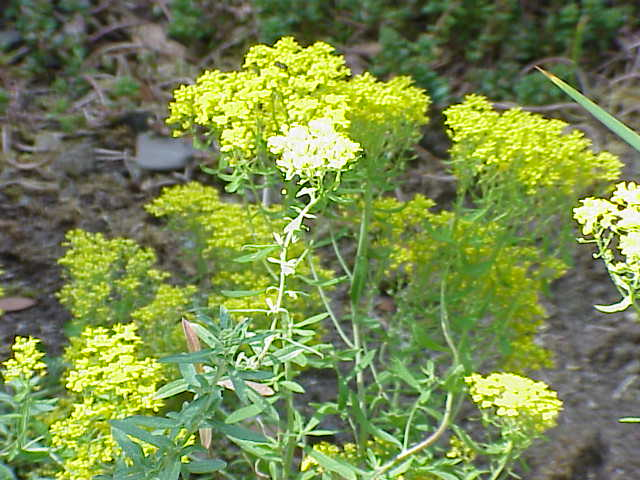
قدومه دیواری